# Orgon (hipoteza)
Ten artykuł opisuje teorie, metody lub czynności niezgodne ze współczesną wiedzą medyczną.

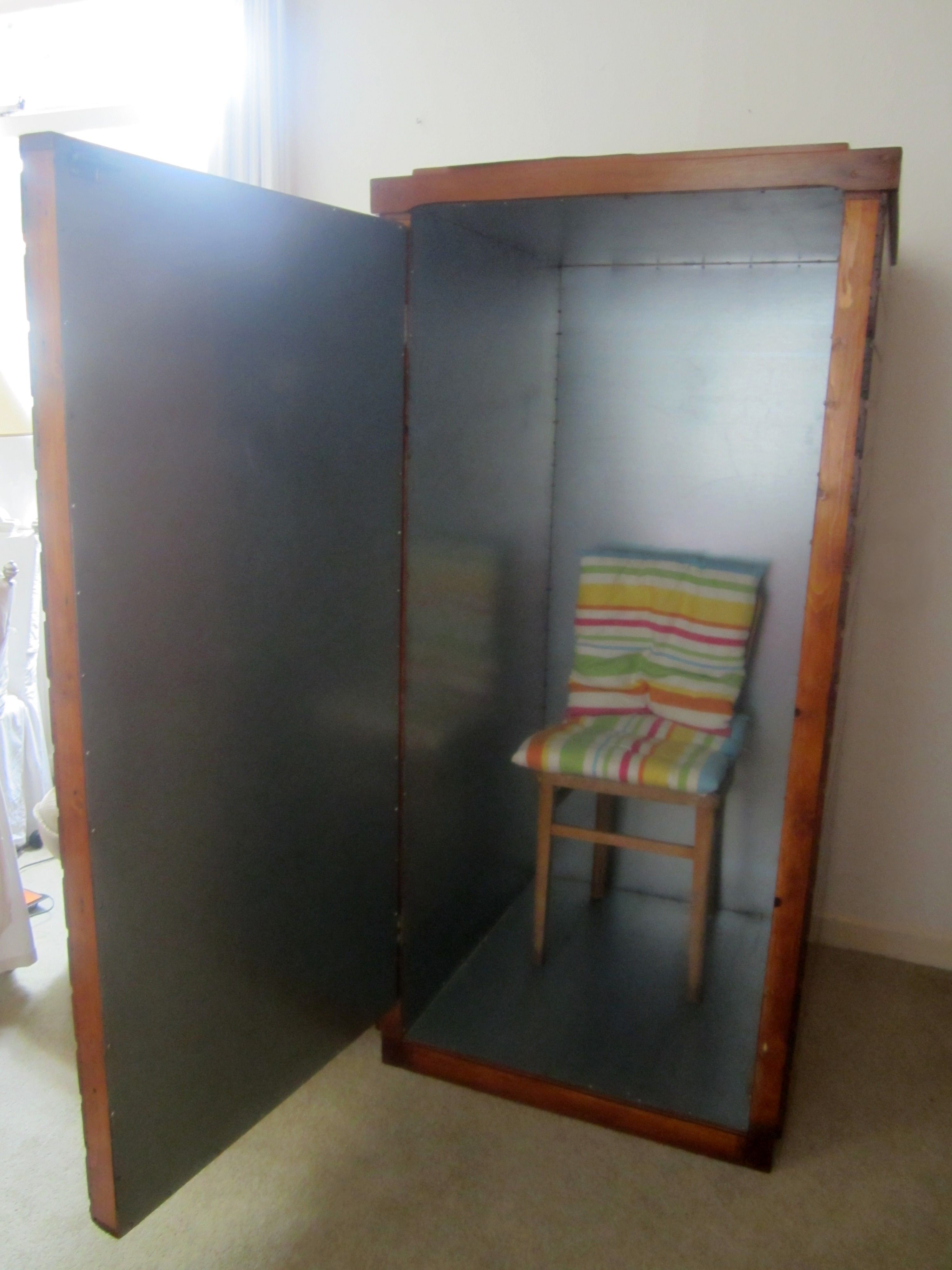
Akumulator orgonowy (ORAC) z otwartymi drzwiami. Konstrukcja odpowiada wytycznym Wilhelma Reicha.

Orgon – termin pseudonaukowy opisywany jako ezoteryczna energia lub hipotetyczna uniwersalna siła życiowa. Pierwotnie zaproponowany w latach 30. przez Wilhelma Reicha, a po jego śmierci w 1957 r. rozwinięty przez ucznia Reicha, Charlesa Kelleya. Orgon pojmowano jako negentropijną zasadę wszechświata, twórczą substancję całej natury porównywalną z magnetyzmem zwierzęcym Franza Mesmera (1779), z siłą odyczną (1845) Carla Reichenbacha i z elan vital Henriego Bergsona (1907).
Hipoteza ta nie znalazła potwierdzenia naukowego.